# Ribeira da Laje (São Roque do Pico)
Ribeira da Laje (São Roque do Pico) é um curso de água português localizado no concelho de São Roque do Pico, ilha do Pico, arquipélago dos Açores.
A Ribeira da Laje tem origem a uma cota de altitude de cerca de 400 metros de altitude numa zona de forte densidade florestal, nas imediações da Lagoa do Capitão.
A sua bacia hidrográfica procede à drenagem da área florestal onde se insere.
O seu curso de água que desagua no Oceano Atlântico, fá-lo na costa da localidade de São Roque do Pico.